# Wilton Daniel Gregory
Wilton Daniel Gregory (Chicago, 1947. december 7. –) amerikai római katolikus püspök, a Washingtoni főegyházmegye nyugalmazott érseke, bíboros. Ferenc pápa 2020-ban nevezte ki a Bíborosi Kollégium tagjai közé, ezzel ő lett az első afroamerikai bíboros.
Gregory 1983 és 1994 között a Chicagói főegyházmegye segédpüspökeként, 1994 és 2004 között a Belleville-i egyházmegye püspökeként, 2005 és 2019 között pedig az Atlantai főegyházmegye érsekeként szolgált. Ő volt az Egyesült Államok Katolikus Püspöki Konferenciájának első fekete elnöke, 2001 és 2004 között. Ő vezette az USCCB-t a „Charta a gyermekek és fiatalok védelméről” kiadásában, válaszul az amerikai katolikus egyházban kirobbant szexuális visszaélési botrányra.

## A kezdetek, tanulmányai
Wilton Gregory 1947. december 7-én született az Illinois állambeli Chicagóban, Ethel és Wilton Gregory gyermekeként. Három gyermek közül az egyik, két nővére van: Elaine és Claudia. Gregory szülei elváltak, amikor kicsi volt, és nagymamája Etta Mae Duncan később a családhoz költözött a South Side-i otthonukba. 1958-ban beiratkozott a Szent Carthago Gimnáziumba, ahol már azelőtt eldöntötte, hogy pap lesz, mielőtt áttért volna a katolikus hitre. 1959-ben megkeresztelték és elsőáldozott, majd még ugyanebben az évben Raymond P. Hillinger püspök megbérmálta.
Miután 1961-ben elvégezte a gimnáziumot, Gregory a Quigley Preparatory Seminary South és a Niles College, valamint a St. Mary of the Lake Seminary-ban tanult.

## Felszentelés és szolgálat
25 éves korában, 1973. május 9-én szentelték pappá a Chicagói főegyházmegyében. A következő három évben a Glenviwe-i Our Lady of Perpetual Help plébánián szolgált segédlelkészként. 1976-ban Gregory megkezdte tanulmányait a Pápai Liturgikus Intézetben a római Pápai Szent Anzelm Egyetemen. A szent liturgia doktora (SLD) fokozatot 1980-ban szerezte meg.
Miután visszatért Ilinois államba, Gregory liturgiaprofesszorként tanított a Saint Mary of the Lake szemináriumban, és szertartásmesterként szolgált John Cody és Joseph Bernardin bíborosok alatt.

## Püspöki szolgálat

### Chicagói segédpüspök
1983. október 18-án II. János Pál pápa olivai címzetes püspökévé és chicagói segédpüspökké nevezte ki. December 13-án szentelte püspökké a chicagói székesegyházban Joseph Bernardin chicagói érsek, Alfred Leo Abramowicz és Nevin William Hayes chicagói segédpüspökök segédletével.

### Belleville püspöke
1993. december 29-én a Belleville-i egyházmegye hetedik püspökévé nevezték ki, beiktatására 1994. február 10-én került sor.
2001 és 2004 között az Amerikai Egyesült Államok Püspöki Konferenciájának elnöke volt, és ezzel csak a második afroamerikai volt, aki egy püspöki konferencia élén állt. 1998 és 2001 között alelnök volt, és több bizottság elnöke. Elnöksége alatt az USCCB kiadta a „Charta a gyermekek és fiatalok védelméért” című dokumentumot, válaszul a katolikus szexuális visszaélésekre. Gregory a washingtoni Katolikus Egyetem igazgatósági tagja is volt.
2002-ben a szexuális visszaélési botrány többszöri bocsánatkéréssel és a papok laicilázásával való kezelésének elismeréseként Gregoryt a Time magazin a hét emberének választotta. 2003-ban Gregory kijelentette, hogy az Amerikai Egyesült Államok Legfelsőbb Bírósága szodómiatörvényekről szóló döntése, a Lawrence kontra Texas elítélendő. 2020 októberében Gregoryval interjút készített az Associated Press egy cikkében, amely megjegyezte, hogy „Gregory felhívta magára a figyelmet az LMBT katolikusokkal szembeni viszonylag befogadó hozzáállásával, és azt mondta, hogy alapvető fontosságú, hogy tisztelettel bánjanak velük.”

### Atlanta érseke
II. János Pál 2004. december 9-én az Atlantai főegyházmegye hetedik érsekévé nevezte ki. Beiktatására 2005. január 17-én került sor. Ő volt a harmadik afroamerikai érsek az Egyesült Államokban; az első kettő, Eugene A. Marino és James P. Lyke szintén atlantai érsek volt.
Gregory aktívan kiállt az egyházban a római katolikus papok és szerzetesek által elkövetett gyermekekkel szembeni szexuális visszaélések megelőzéséért, valamint a hívek szexuális visszaélésektől való védelmét célzó politikák megvalósításáért. Az Egyesült Államokban az egyik vezető püspök volt e törekvés tekintetében. Gregory kéthetente rovatot írt az atlantai érsekség római katolikus újságjába, a The Georgia Bullettinbe „Amit láttam és hallottam” címmel. Ebben rendszeresen megosztotta elmélkedéseit hitéről, munkájáról és tapasztalatairól.

Gregory felszólalt a Georgia állam közgyűlése által elfogadott 2014. évi Safe Carry Portection Act ellen. A törvény lehetővé teszi az engedéllyel rendelkező fegyvertulajdonosok számára, hogy fegyvert vigyenek számos nyilvános és magánterületre, beleértve a templomokat, iskolai ingatlanokat, bárokat, éjszakai klubokat, könyvtárakat és néhány kormányzati épületet Georgiában. A törvényt támogatta a Georgia Baptista Konvenció, de ellenezték a katolikus és az episzkopális egyházak vezetői. Gregory kijelentette, hogy Georgia római katolikus templomaiban nem lehet majd fegyvert tartani, kivéve a katonák és a közszolgálatban dolgozók számára, akiknek kötelező a fegyvertartás. Kijelentette, hogy a templomokban való fegyverviselés veszélynek teszi ki a kiszolgáltatott személyeket, például a gyermekeket, a fogyatékkal élőket és az időseket. Szerinte ez ellenkezik Jézus békére vonatkozó tanításával, és azt írta
„Ahelyett, hogy a fegyverek elérhetőbbé válnának megoldásként, olyan vezetőkre van szükségünk a kormányban és a társadalomban, akik az élet minden területén fellépnek az erőszak ellen, akik a megbékélés és a béke útjait tanítják, és akik az igazságosságot, nem pedig a bosszút tűzik ki célul.”
2014-ben Gregoryt bírálatok érték, miután az érsekség egy hagyatékból származó 2,2 millió dollárt használt fel egy új érseki rezidencia építésére Atlanta Buckhead városrészében, az egyháznak adományozott ingatlanon. A rezidenciát úgy tervezték, hogy bankett- és konferenciateremként is szolgáljon. 2014 márciusában és áprilisában Gregory bocsánatot kért a főegyházmegye híveitől, mondván, hogy „nem vette figyelembe, hogy milyen hatással van ez az egész főegyházmegyében azokra a családokra, akik bár küzdenek a jelzáloghitelek, a közüzemi díjak, a tandíj és más számlák kifizetéséért, évről évre hűségesen válaszolnak a kéréseimre, hogy segítsenek a szolgálataink és szolgáltatásaink finanszírozásában.” Gregory bejelentette, hogy a főegyházmegye eladja a rezidenciát, bár ő csak három hónappal korábban költözött be oda. 2014 novemberében a főegyházmegye 2,6 millió dollárért eladta a Buckhead-i ingatlant, Gregory pedig egy szerényebb, 440 ezer dollárért vásárolt házba költözött a Georgia állambeli Smyrnában.
A Massachusetts állambeli Boston College-ban tartott 2017-es konferencián Gregory Ferenc pápa Amoris laetitia című apostoli buzdítását „olyan dokumentumnak nevezte, amely elismeri a családok előtt álló valós és súlyos problémákat és kihívásokat, ugyanakkor Isten irgalmassága és kegyelme által a reményt hirdeti.” Gregory szerint Ferenc pápa „arra hívja ki az egyházat és lelkipásztorait, hogy lépjenek túl azon a gondolkodáson, hogy minden fekete-fehér, így néha elzárjuk a kegyelem és a növekedés útját.”
2018-ban katolikusok egy csoportja petíciót indított, amelyben arra szólította fel Gregoryt, hogy távolítsa el az atlantai Szeplőtelen Fogantatás Szentélyének „LMBT-párti” Monsignore Henry Graczt a szexuális visszaélések áldozatainak lelki tanácsadói posztjáról, mert állítólag ellentétes az egyház tanításával. Gregory elutasította ezt, mondván: „Mons. Gracz követi Ferenc pápa figyelmeztetését, hogy a társadalom perifériáján élő embereket kísérje. Papi szíve nem zárkózik el azoktól, akik félreértettnek vagy elutasítottnak érzik magukat.”

### Washington érseke
2019. április 4-én Ferenc pápa a Washingtoni főegyházmegye érsekévé nevezte ki. Beiktatására május 21-én került sor. A főegyházmegye 139 plébániát foglal magában a Columbia kerületben és a marylandi Calvert, Charles, Montgomery, Prince George’s és Saint Mary’s megyékben.
Egy 2019. augusztus 1-jei interjúban Gregory bírálta Donald Trump elnök retorikáját, mondván: „Attól tartok, hogy az elnökünk és mások közelmúltbeli nyilvános megjegyzései és az általuk kiváltott válaszok elmélyítették a megosztottságot és csökkentették nemzeti életünket”; felszólított, hogy „vessünk véget” a „beszédben és tettekben megnyilvánuló sértés és tiszteletlenség növekvő pestisének.”

Amikor Trump 2020. június 2-án, egy nappal a washingtoni Szent II. János Pál-templomban tartott Donald Trump-fotózás után egy, a vallásszabadságról szóló rendelet népszerűsítése céljából ellátogatott a washingtoni Szent János-templomba, Gregory elítélte a látogatást, mondván:

„Zavarba ejtőnek és elítélendőnek tartom, hogy bármely katolikus intézmény engedné, hogy ilyen égbekiáltó módon visszaéljenek vele és manipulálják, ami sérti vallási elveinket, amelyek arra hívnak minket, hogy védjük meg minden ember jogait, még azokét is, akikkel nem értünk egyet... Szent II. János Pál pápa az emberi jogok és méltóság lelkes védelmezője volt. Hagyatéka élénk tanúságot tesz erről az igazságról. Ő biztosan nem nézné el a könnygáz és más elrettentő eszközök használatát, hogy elhallgattassák, szétszórják vagy megfélemlítsék őket egy fotózási lehetőség kedvéért egy imahely és a béke előtt.”
Ezt követően jelentették, hogy a Fehér Ház meghívta Gregoryt a Nemzeti Szentélyben tartandó eseményre, mielőtt azt nyilvánosan bejelentették volna, és hogy Gregory azt írta, hogy „sajnos” vissza kell utasítania a „kedves meghívást”, hivatkozva egy korábbi kötelezettségére.
2020. szeptember 18-án Ferenc pápa kinevezte Gregoryt a Washingtoni főegyházmegye szuffragáneusa, a Saint Thomas-i egyházmegye apostoli kormányzójává.
Miután 2020 novemberében Joe Biden alelnököt választották meg elnöknek az Egyesült Államokban, Gregory hangsúlyozta, hogy „párbeszédet és együttműködést” kell folytatni az új kormánnyal. Megállapította, hogy az abortuszhoz való joggal kapcsolatban „egyértelműen eltérnek a vélemények”, de szorosabban közelednek egymáshoz a nézetek „a bevándorló közösségünk méltóságának tiszteletben tartása; a halálbüntetés megszüntetése és a faji és társadalmi igazságosságra való törekvés” terén. Gregory azt mondta, hogy „nem fog eltérni” attól a régóta bevett gyakorlattól, hogy Biden szentáldozáshoz járulhat. Amikor megkérdezték tőle, hogy miért nem tagadná meg az áldozást egy olyan megválasztott elnöktől, aki támogatja az abortuszjogokat, Gregory azt mondta: „Nem akarok úgy az asztalhoz járulni, hogy előbb fegyvert teszek az asztalra.” Gregory mondott volna invokációt a Biden elnök beiktatása előtti, a koronavírus világjárvány áldozatainak emlékére rendezett szertartáson.

Amikor 2019-ben egy transznemű személy megkérdezte, hogy van-e helyük a katolikus egyházban, Gregory így válaszolt:
„Te ennek az egyháznak a szívéhez tartozol. És nincs semmi, amit tehetsz, mondhatsz, ami valaha is kitaszítana téged ennek az Egyháznak a szívéből. Sok mindent mondtak már neked, rólad, a hátad mögött, ami fájdalmas és bűnös. És ezért említettem a Fortunale Families-szel folytatott beszélgetéseimet. Meg kell találnunk a módját annak, hogy beszéljünk egymással. És beszélni egymással, nem csak egy nézőpont, hanem beszélgetni és meghallgatni egymást. Azt hiszem, Jézus is így szolgált. Elkötelezte az embereket, oda vitte őket, ahol voltak, és meghívta őket, hogy mélyebbre menjenek, közelebb Istenhez. Ha tehát azt kérdezed, hogy te hova tartozol? A családba illeszkedsz.”
Elődeihez hasonlóan Gregory washongtoni érsekként az Amerikai Katolikus Egyetem kancellárjaként is szolgál.
Ferenc pápa 2025. január 6-án elfogadta lemondását érseki tisztségéről.

### Bíboros
2020. október 25-én Ferenc pápa bejelentette, hogy a 2020. november 28-i konzisztóriumon bíborosi rangra emeli Gregoryt. Ezen a konzisztóriumon a Immacolata Concezione di Maria a Grottarossa-templomot jelölték ki címtemplomául. Gregory lett az első fekete bíboros az Egyesült Államokból, a valaha volt legmagasabb rangú afroamerikai katolikus. 2020. december 16-án kinevezték a Világiak, a Család és az Élet Dikasztériuma tagjává.

#### A római rítus rendkívüli formája
2007-ben XVI. Benedek pápa Summorum Pontificum című motu proprioja kiterjesztette a római rítus rendkívüli formájának elérhetőségét. Ferenc pápa 2021-ben kihirdette a Traditiones custodes-t, ismét korlátozva annak elérhetőségét. Gregory 2022. július 22-én hirdette ki az új dokumentumnak megfelelő liturgikus normákat. A szeptember 21-én hatályba lépő korlátozások megdöbbenést és megosztottságot okoztak a főegyházmegye egyes katolikusai között, mivel néhány érintett plébánia a liturgia ezen formájához ragaszkodó hívekre támaszkodott.